# Pafolacianin
Pafolacianin  ist ein Arzneistoff zur Sichtbarmachung von bösartigem Gewebe (Krebsgewebe) während einer Krebsoperation. Unter dem Namen Cytalux (Hersteller: On Target Laboratories) wurde es im November 2021 in den USA als optisches Bildgebungsmittel für die intraoperative Identifizierung von bösartigen Läsionen bei Patientinnen mit Ovarialkarzinom (Eierstockkrebs) zugelassen.

## Eigenschaften

Teilstrukturen des Pafolacianin-Moleküls (2). Grün: vom Indocyaningrün abgeleitete Fluoreszenzfarbstoff-Komponente S0456, violett: Tyrosin-, schwarz: Pteroinsäurestruktur. Zum Vergleich: Folsäure (Pteroylmonoglutaminsäure) (1)

Pafolacianin ist ein Konjugat aus einer von Folsäure abgeleiteten Struktur, in der der Glutamatanteil des Folats durch Tyrosin ersetzt wurde, mit einem dem Indocyaningrün verwandten, S0456 genannten Farbstoff. Pharmazeutisch wird die Substanz als Tetranatriumsalz (als Hydrat) eingesetzt. Durch Lösen im wässrigen Injektionsmedium entsteht eine dunkelblaugrüne, klare Flüssigkeit.
Pafolacianin ist eine fluoreszierende Substanz, die auf den Folatrezeptor (FR) abzielt, der bei Eierstockkrebs überexprimiert wird. Es bindet mit einer Affinität von circa 1 nM an FR-exprimierende Krebszellen, wird durch rezeptorvermittelte Endozytose internalisiert und konzentriert sich in FR-positiven Krebsgeweben. Pafolacianin absorbiert Licht im nahen Infrarotbereich (NIR) zwischen 760 nm und 785 nm mit einer Spitzenabsorption von 776 nm und emittiert im Bereich von 790 nm bis 815 nm mit einer Spitzenemission von 796 nm.

## Medizinische Verwendung
Eine Einzeldosis des Mittels wird vor der Operation als intravenöse Infusion verabreicht und ermöglicht dem Chirurgen, zusätzliches bösartiges Gewebe während der Operation mithilfe eines Bildgebungssystems zu identifizieren. Zur Detektion wird ein NIR-Fluoreszenz-Bildgebungssystem eingesetzt, das von der FDA für die Pafolacianin-spezifische Verwendung zugelassen ist.

### Nebenwirkungen und Anwendungsbeschränkungen
Als häufigste Nebenwirkungen nach der Gabe von Pafolacianin traten infusionsbedingte Reaktionen, einschließlich Übelkeit, Erbrechen, Bauchschmerzen, Hitzewallungen, Dyspepsie, Brustbeschwerden, Juckreiz und Überempfindlichkeit auf.
Nicht fluoreszierendes Gewebe im Operationsfeld schließt das Vorhandensein eines Tumors nicht aus. Umgekehrt kann Fluoreszenz auch in nicht krebsartigem Gewebe auftreten. Aufgrund des Wirkungsmechanismus besteht ein Risiko für Fetotoxizität.

### Klinische Prüfung
Die Wirksamkeit wurde in einer einarmigen, multizentrischen, offenen Studie mit 178 Frauen untersucht, bei denen Eierstockkrebs diagnostiziert worden war oder bei denen ein hoher klinischer Verdacht auf Eierstockkrebs bestand, und die sich einer primären chirurgischen Zytoreduktion, intervallweisen partiellen Tumorreduktion oder einer Operation eines Rezidivs unterziehen sollten. Alle Patientinnen erhielten Pafolacianin. 134 Patientinnen erhielten eine Fluoreszenzbildgebung zusätzlich zur Standarduntersuchung, die präoperative Bildgebung, intraoperative Palpation und normale Lichtbewertung von Läsionen umfasste. Bei 36 (26,9 %) dieser Patientinnen wurde mindestens eine auswertbare Ovarialkarzinomläsion gefunden, die mit Pafolacianin entdeckt wurde und die nicht durch routinemäßige visuelle oder taktile Untersuchung beobachtet wurde. Beim Nachweis von pathologisch bestätigten Eierstockkrebsläsionen betrug die falsch-positive Rate von Pafolacianin auf Patientenebene unter Verwendung von NIR-Fluoreszenzlicht 20,2 %.

## Sonstiges
Die amerikanische Food and Drug Administration (FDA) hatte Pafolacianin hatte einen Orphan-Drug-, Priority- und Fast-Track-Status erteilt.
Pafolacianin wird ferner zur Diagnostik in anderen Anwendungsgebieten untersucht (Hypophysenadenom, Thoraxchirurgie).